# Dysstroma manitoba
Dysstroma manitoba là một loài bướm đêm trong họ Geometridae.